# Метамова
Метамова — мова, призначена для опису мови. Метамова — мова лінгвістики. Лінгвістична лексика, на основі якої формуються словники. Мова побудови теорії, слів, фраз в сфері граматичної лінгвістики.
Поняття метамови використовується: У логіці і лінгвістиці, метамова — мова, що використовується для описання інших мов (вихідні мови). Формальні синтаксичні моделі для описання граматики, наприклад породжувальна граматика — є різновидами метамови. Ширше, це може бути будь-яка термінологія або мова, що використовується для обговорення самої мови — наприклад, граматика, або судження про використання мови.
Як приклад, можна навести вислів «Петро курить» із допомогою висловів логіки: K(p), де K=курить і p=Петро.
- у лінгвістиці, при описі природних мов — метамова як мова для опису мови. Природна мова може бути своєю ж метамовою (наприклад, для опису української мови можна використовувати ту ж українську мову), або відрізнятися лише частково, наприклад, спеціальною термінологією (українська лінгвістична термінологія — елемент метамови для опису української мови);
- у класичній філософії — як поняття, що фіксує логічний інструментарій рефлексії над феноменами семіотичного ряду;
- у філософії постмодернізму, при вираженні процесуальності вербального продукту рефлексії над процесуальності мови. Постмодерне трактування метамови сходить до роботи Р. Барта «Література і метамова» (1957).
- при дослідженні мов різних логіко-математичних обчислень (наприклад, нотація Бекуса — Наура);
- в інформатиці — додаткові дані про дані (метадані), службові дані для опису наявних.

## Математична логіка
Поняття «метамова» було введено польським математиком Альфредом Тарським. За допомогою нього можна позбутися таких логічних парадоксів, як парадокс брехуна і автореферентних парадоксів.
Першим рівнем (звичайною мовою) є твердження про об'єкти, наприклад: «У Землі є супутник». У мові нижчого рівня немає понять «хибність» й «істина». Таке поняття як оцінка істинності тверджень про об'єкти, є привілеєм метамови — наступної сходинки сходів. Таким чином, пропозиція «Затвердження» сніг білий «істинно» має сенс в метамові. Однак, про його істинності можна говорити лише в наступній надбудові — метаметамові. При цьому метамова є об'єктним мовою для цієї наступному ступені. Можна побудувати метамову, для якої метамова буде об'єктним і т. д.
Інший приклад сходів тверджень і метамов: 
1. Сума внутрішніх кутів будь-якого трикутника дорівнює 180°
2. Твердження 1 істинне
3. Твердження 2 істинне
4. Твердження 3 істинне

Тут перше твердження написано на мові першого рівня, який дозволяє формулювати теореми планіметрії. Мовою другого рівня (фраза № 2) користуються при доказі теорем. Метамова, якій належить третє твердження, — це мова, на якому написані книги про теорії доказів.
З сходами метамови Тарського тісно пов'язана теорія типів Бертрана Рассела.